# Recht (cráter)

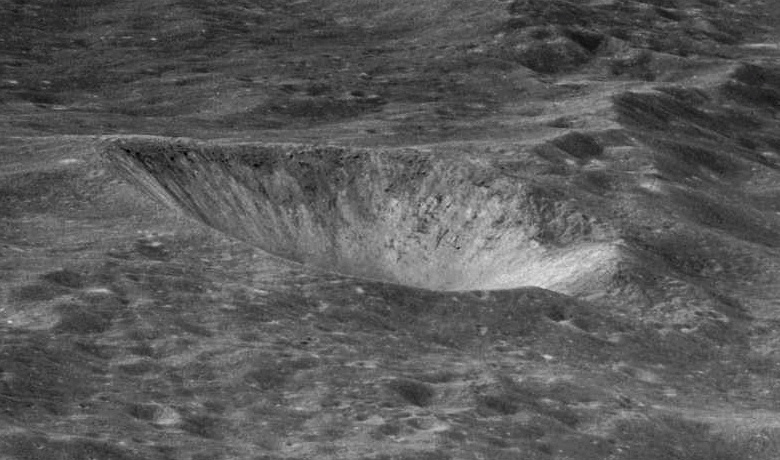
Fotografía de la misión Apolo 10

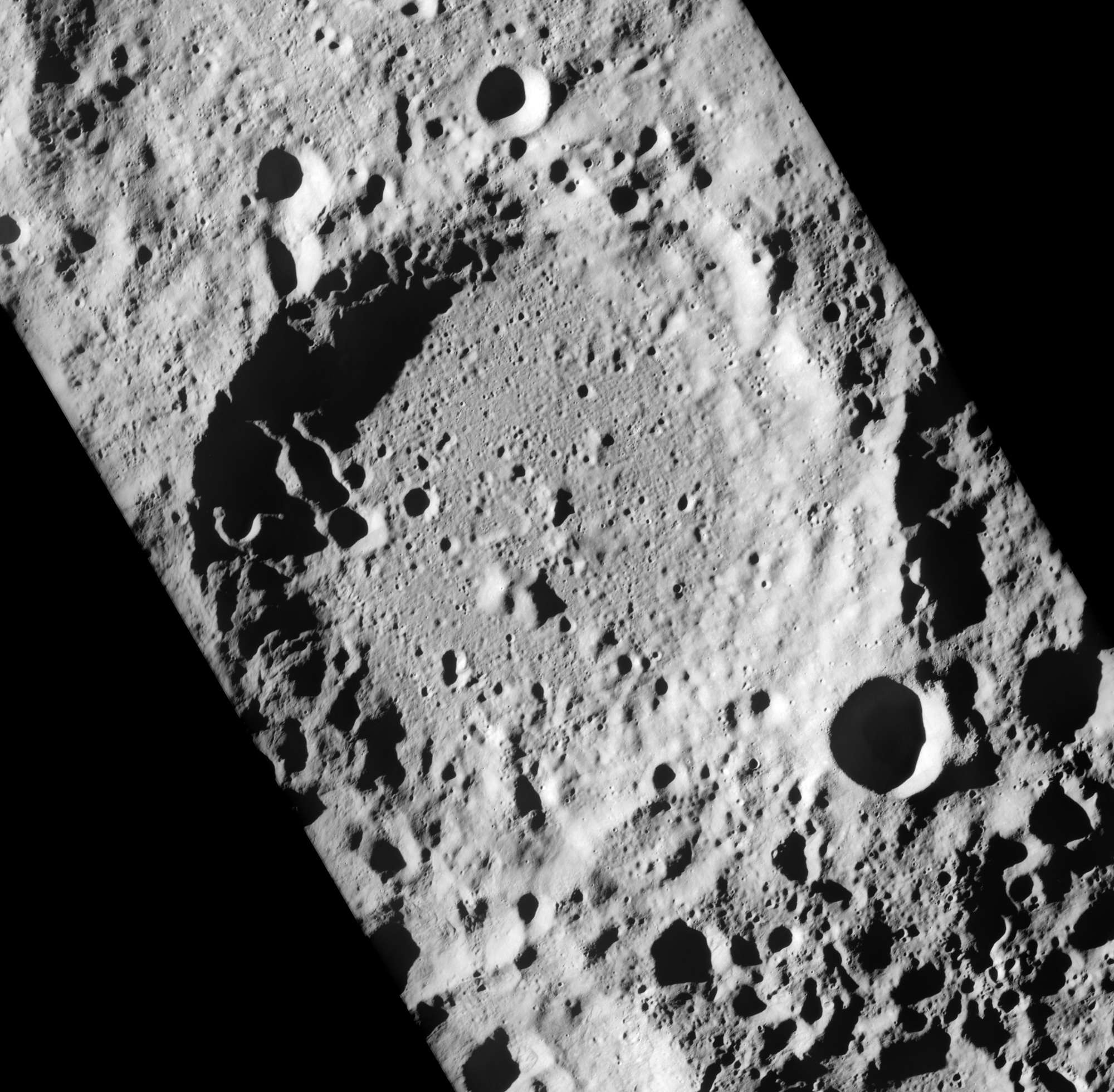
Fotografía de la misión Apolo 16

Recht es un pequeño cráter de impacto perteneciente a la cara oculta de la Luna. Yace a través del borde este del cráter mucho más grande Ostwald. Al noreste de Recht se encuentra Meshcherskiy.
|  |

Es un impacto en forma de cuenco, con un suelo interior que ocupa menos de la mitad del diámetro del cráter. Las paredes interiores tienen un albedo más alto que el del terreno circundante, mientras que el suelo interior es aproximadamente del mismo tono de gris.